# Pseudogymnoascus destructans
Pseudogymnoascus destructans — психрофільний (холодолюбний) грибок, що спричиняє синдром білого носа — смертельне захворювання, яке спустошило популяції кажанів у США та Канади. Pseudogymnoascus destructans дуже повільно росте на штучних середовищах і не може рости при температурі вище 20  °C. Оптимальна температура для росту грибка від 4  °C до 20 °C, температура при якій зимують кажани.

## Історія
У 2008 році Blehert та ін. описав грибок, що асоційований із синдромом білого носа як представник роду Geomyces. У 2009 році Gargas та ін. описали цей грибок як унікальний вид піл назвою Geomyces destructans, де «destructans», що означає «знищувати». Гриб був остаточно визначений причиною синдрому білоного носа у кажанів у дослідженні, що опубліковане в 2011 році вченими Геологічної служби США. У 2013 році філогенетичний аналіз показав, що цей гриб більше пов'язаний з родом Pseudogymnoascus, ніж з родом Geomyces, тому вид перейменували у Pseudogymnoascus destructans .

## Поширення
Вважається, що Pseudogymnoascus destructans походить з Європи. Європейський ареал виду включає Австрію, Бельгію, Чехію, Данію, Естонію, Францію, Німеччину, Угорщину, Нідерланди, Польщу, Румунію, Словаччину, Швейцарію, Туреччину, Україну та Велик Британію .
Північноамериканський ареал грибка збільшується з кожним роком з моменту його першого спостереження в штаті Нью-Йорк у 2006 році. Сучасний ареал включає 38 штатів у США та щонайменше 7 провінцій Канади.

## Види кажанів, ураженіP. destructans

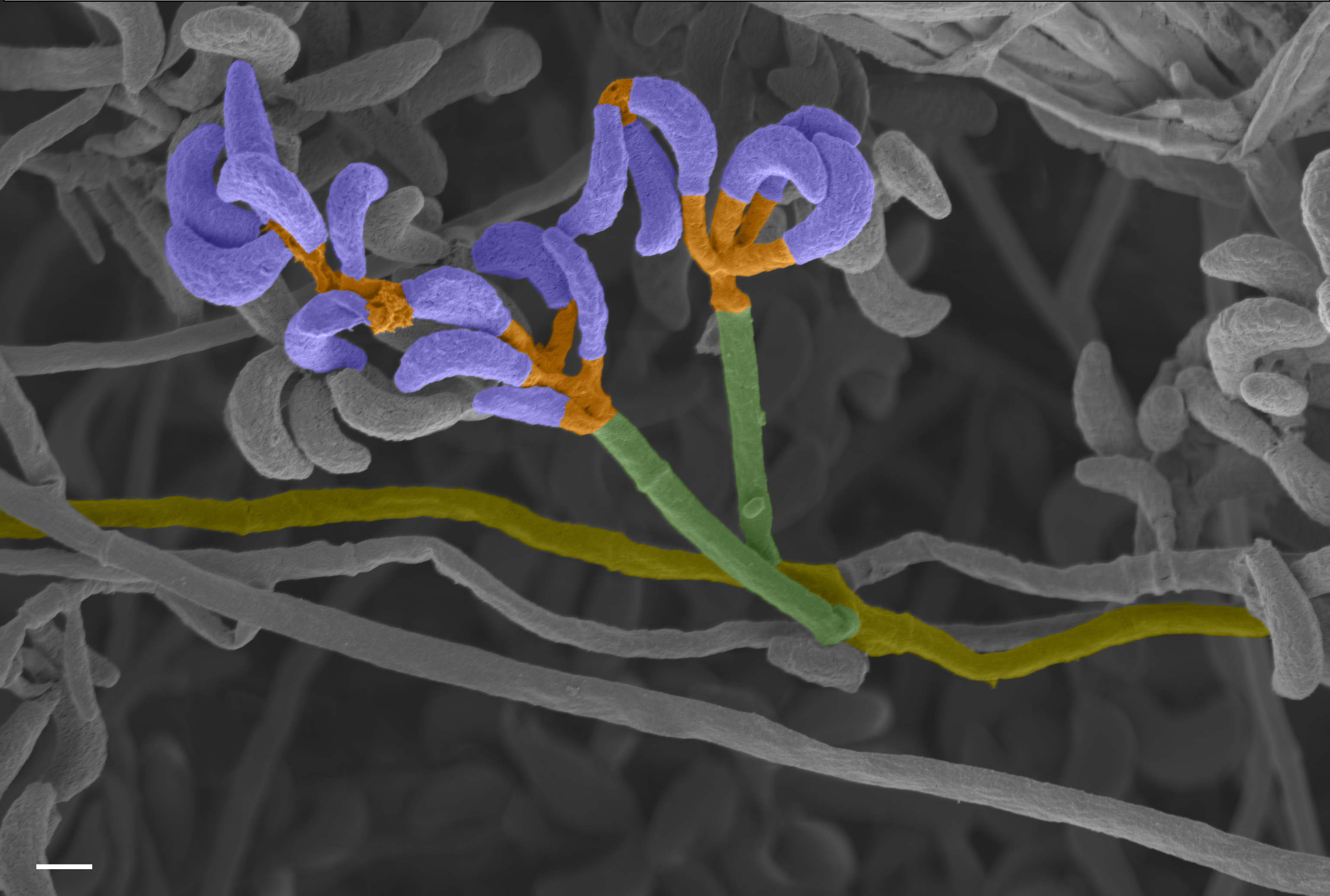
Pseudogymnoascus destructans в культурі демонструють характерні вигнуті конідії синьо-фіолетового кольору. (помилкове кольорове зображення SEM)

У Північній Америці P. destructans виявлений у щонайменше одинадцяти видах кажанів,: Myotis sodalis, Myotis grisescens, Myotis lucifugus, Myotis septentrionalis, Eptesicus fuscus, Pipistrellus subflavus та Myotis leibii, Corynorhinus townsendii, Myotis velifer, Lasionycteris noctivagans та Myotis austroriparius. До європейських видів кажанів, які піддаються зараженню P. destructans, належать Myotis bechsteinii, Myotis blythii, Myotis brandtii, Myotis dasycneme, Myotis daubentonii, Myotis myotis, Myotis mystacinus, Myotis emarginatus, Eptesicus nilssonii, Rhinolophus hipposideros, Barbastella barbastellus, Plecotus auritus і Myotis nattereri, хоча про масштабні загибелі європейських кажанів не повідомляється.

## Біологія

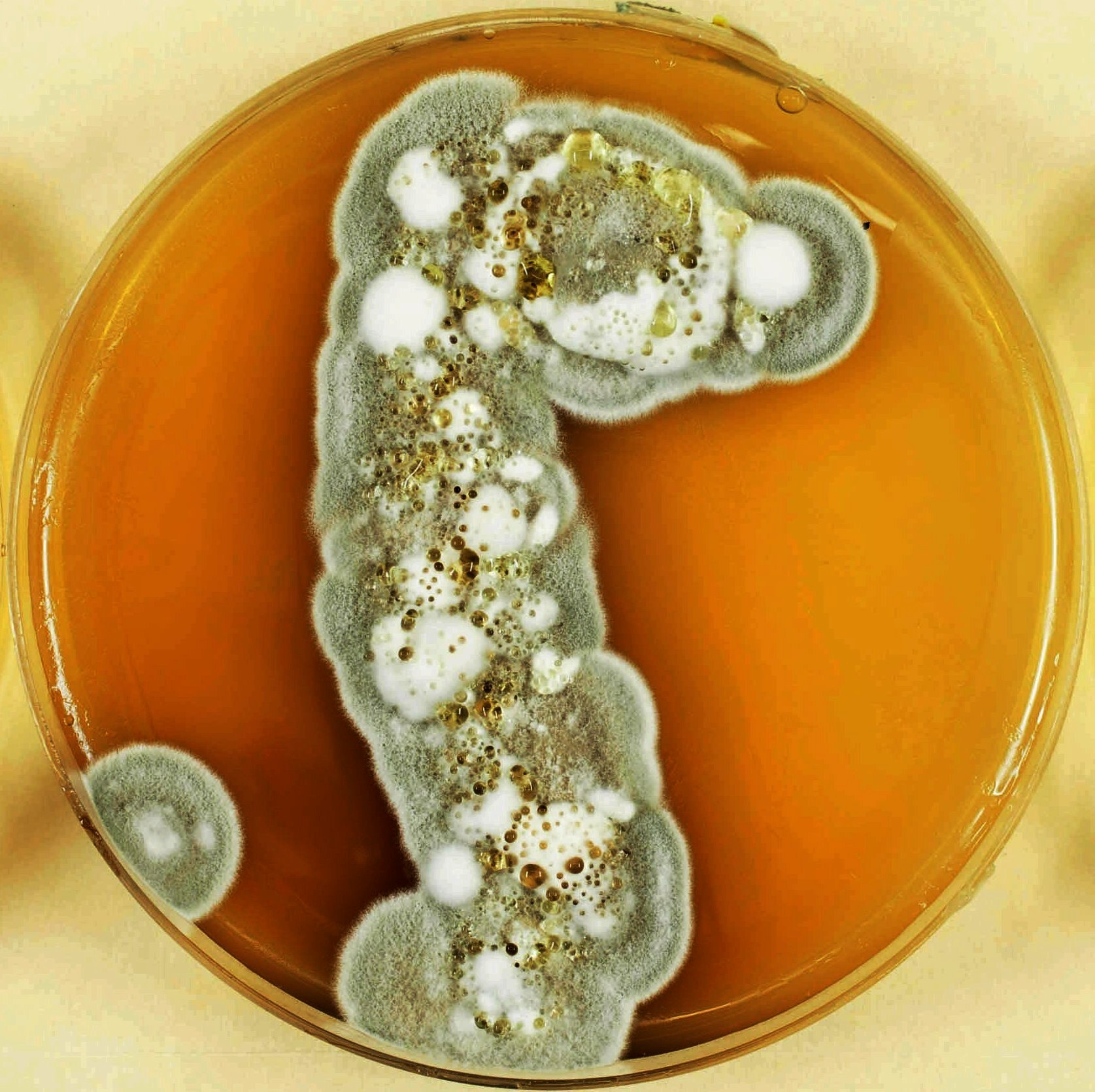
Типова колонія Pseudogymnoascus destructans на агарі декстрози Сабуро.

Гриб утворює коричневі та сірі колонії, виділяє коричневий пігмент і розмножується безстатевим шляхом за допомогою характерно вигнутих конідіїй при культивуванні на агарі декстрози Сабаро. Асиметрично вигнуті конідії утворюються на кінчиках або сторонах поодиноко або в коротких ланцюгах. Артроконідії можуть бути присутніми і піддаватися рексолітичному поділу.